# マルコム・リード
マルコム・リード (Malcolm Reed) はアメリカのSFテレビドラマ『スタートレック:エンタープライズ』に登場する架空の人物。地球初のワープ5宇宙船エンタープライズ(NX-01)の保安部長兼兵器士官、階級は大尉。演じたのはドミニク・キーティング、日本語版の吹き替えは井上倫宏 。
謎の異星人と遭遇したさい、脅威に対抗するため即座にフェイズ砲を立案・改造するなどの武器に関する知識も豊富であり、武器製造技術・格闘面でも優れている。過去には謎の組織（セクション31の前身）との関係があり、スパイ的な要素があるキャラクターでもある。

## 経歴
誕生日は 9月2日、リード家は代々英国海軍の家系である。
地球連合宇宙艦隊では、サンフランシスコで訓練生時代を送っている。誕生日の9月2日は第二次世界大戦で日本軍が降伏した日にちであり、両親の滞在するマレーシアのコタバルは、日本が真珠湾攻撃の前に解放した場所でもある。マルコムは、イーグル・スカウトではバッチを28個貰っている（アーチャーは26個）。
マルコムとメイウェザーは彗星を歩いた最初の人間で、彗星の軌道がずれたために彼らは座礁する。ヴァルカンからの救出をためらうアーチャー船長をトゥポルが説得すると、スラク級ヴァルカン宇宙船ティムールのトラクター・ビーム技術を用いて彼らを救助する。
2151年8月、所属不明の宇宙船より攻撃を受ける。初期のエンタープライズに搭載されていた武装は敵異星人の攻撃を阻止するのには不十分だったが、リードとタッカーは再度の攻撃に備えるためフェイズ・キャノン製造チームを組み指揮する。リードとタッカーは、木星基地の技術者が1週間掛かるフェイズ砲の改良を42時間で仕上げる。2151年9月1日改良したフェイズ砲の実験をアーチャー指揮のもと、リードが発射実験を決行する。
第91話 "Affliction" 「クリンゴンの苦境」および 第92話 "Divergence" 「優生クリンゴン」で、リードの秘密も明らかになり、謎の組織（セクション31の前身）との関係が判明する。DS9との繋がりが確認できる回でもある。
なお、後世の宇宙艦隊所属船において攻撃などで船体に強い衝撃が加わったさいに自動的に非常警報が発令されるシステムは、22世紀にリードが考案した「戦術警報」がもとである。

## 名前
マルコム自身は、「マルコム」という名前は古臭く好きではない。「マルコム」はヴァルカン語で「静寂」との意味がある。

## 性格
規則、規定、規律に厳しく口数が少ない22世紀の軍人的な面が見られる。彼の家族でさえマルコムがエンタープライズで何の仕事をしているか知らなかったが、本人は連絡をしているつもりだった、2度手紙を書いていると弁明をする。規律を重んじるが、自分が正しいと思うことには暴走する面もある。英雄願望も強い面があるのだが、その理由として仲間を大切に思う気持ちは強く自分自身を理解して欲しいとの思いがある。マルコム自身も他人に心を開けない自分を嫌っている。そんなマルコムを理解する、エンタープライズのクルーを家族以上の存在だと思っている。とくにタッカーは親友であり、「引き裂かれたクルー」以降、プライベートではトリップと呼ぶようになる。
メイウェザーが、彗星上で記念として雪だるまを作り、その遊びに付き合い、アーチャー船長に注意される。
マルコムはイギリス人的な現実論者だが、タッカーより、悲観論者・嫌味が多い人物とも言われる。極端に真面目な性格だが勘違いも多く、異性との付き合いは得意ではなく、他人に自分のことを話すのを避ける傾向にあるが、べつに人嫌いではない。姉のマデリン・リードは「よくわからない子」と話す。地球連合宇宙艦隊士官にマーク・ラトレーユという親友がいるが、サンフランシスコでの訓練生時代、モーリーンというウェイトレス目当てに魚専門レストランに通っていたことを、その親友が語る（リードは好き嫌いは言わないが魚は苦手である）。彼は地球の602クラブのウェイトレスであるルビーという女性と付き合いがあり、タッカーと一緒にシャトルポッドに閉じ込められたときには他にも何人もの女性宛に手紙を残す。夢の中でトゥポルが好きだと告白をする。トゥポルのヒップが素敵だとバーボンに酔って言うといった、女性にはもてない性格でもある。
兵器庫士官としてのプライドは高くトラブルの原因になることもある。第53話 "The Xindi" 「トレリウムD」からは、ズィンディミッションのためエンタープライズに随行するMACOの指揮官ヘイズ少佐に地位を奪われるのでないかと危惧し、第67話 "Harbinger" 「新たなる脅威の兆し」に至ってついにヘイズ少佐との確執が殴り合いに発展、2人揃ってアーチャー船長に説教されるシーンが見られる。

### 好物
イギリス艦隊の軍人一家に生まれているために食べ物の好き嫌いだけではなく生活にも規律を重んじる傾向に有り、家族すら食べ物の好き嫌いを知らず、出された食べ物は基本的にすべてを食べるようにしつけをされている。
自分の好みを言うこともほとんどなく、作るのが母親でもエンタープライズのシェフでも、出した食事は何でも食べる。この性格のせいでエンタープライズの士官たちはリードの誕生日祝いに何を贈ったらいいか、とても困ることになる。最終的にはホシ・サトウがドクターフロックスの助けを借りて、パイナップルが好物だと分かる。
エンタープライズに着任する10年前、サバイバル・トレーニングで1週間もの間に断食をし、水と林檎ジュースだけで絶える訓練をしている

### 苦手
チリやダニにアレルギーを持っている、多くの花粉アレルギー、熱帯植物及びブロメリン（植物酵素で、パイナップルに含まれている）といった植物酵素にアレルギーがある。数年間定期的にブロメリンに耐えるための注射を打っているが、その理由として好物のパイナップルを食べるためにおこなっている。家族も知らないが魚関係は好きではないらしい。海軍の家系だが水恐怖症である（正確には溺れるのが怖い）。また、乗り物に酔う体質であるなど、弱点が多い。

## 趣味
本などを読むこともあるが、べつに趣味ではない。好きなスポーツも別にないと本人が語る
仕事が大好きな真面目な性格とも取れるが、軍事マニアの面がある。

## 家族
伯祖父（おおおじ）は英国海軍兵器部の将校。父親の名前は、スチュアート・リード。父親も英国海軍の将校だった。母親の名前は、メアリー・リード。両親ともマレーシアのコタ・バル在住。母親の名前は劇中では明かされてはいない。
姉の名前は、マデリン・リード(Madeline Reed)。Paula Malcomsonが、演じている。ホシとの会話では役名は一言も言及されていない。
その他、親戚には叔父のアーチーおよび2人の叔母がいる。（2人の叔母は独身）1人の叔母は、シュエリーという。

## 関連情報
マーク・ラトレーユ役は、ジョン・ローゼンフェルド(John Rosenfeld)が演じた。日本語吹き替え版の声は中博史が担当。
劇中では、エンタープライズのクルーとは違うワッペンをつけている。ホシとの会話では役名はひとことも言及されていない。
ローゼンフェルドは、ヴォイジャー第1話"Caretaker, Part 1"「遥かなる地球へ（前編）」で殉職するドクター役（役名はなし）、ヴォイジャー第167話 "Friendship One" 「終焉の星」の技術者役を演じた（役名はなし）。
伯祖父は水恐怖症だったが、水への恐怖に立ち向かい英国海軍に入隊した。しかも英国海軍の潜水艦業務に志願した。昇進も早く潜水艦クレメント号の機関主任になったが、ある日クレメント号は、通常パトロールの時に事故にあった、何度目かの世界大戦で残った機雷にクレメント号が接触する。氷の下で潜水艦は動けなくなり、ほかの乗組員を助けるために死亡、リードはそんな勇敢な祖伯父を尊敬している。本人も水が苦手であるために海軍に入らず宇宙艦隊士官の道を選んだと本人が劇中で語る
伯祖父・叔祖父とは祖父または祖母の兄弟で、マルコムの場合は祖父の兄弟（伯祖父であれば祖父の兄）である。
潜水艦のクレメント号は、SF作家のハル・クレメントから名前が付けられた。

## エピソード
マルコム・リードが活躍するエピソード。
- 第 8話"Breaking the Ice"「彗星は去り行くとも」
- 第12話"Silent Enemy"「言葉なき遭遇」
- 第16話"Shuttlepod One"「引き裂かれたクルー」
- 第29話"Minefield"「許されざる越境」
- 第34話"The Communicator"「危険なコンタクト」
- 第67話"Harbinger"「新たなる脅威の兆し」
- 第72話"The Forgotten"「デグラの決断」
- 第91話"Affliction"「クリンゴンの苦境」
- 第92話"Divergence"「優生クリンゴン」